# Хари Потър (филмова поредица)
Вижте пояснителната страница за други значения на Хари Потър.
„Хари Потър“ (на английски: Harry Potter) е филмова поредица, базирана на едноименните романи от Джоан Роулинг. Поредицата е продуцирана и разпространявана от Уорнър Брос Пикчърс и се състои от осем филма, като началото е поставено с Хари Потър и Философският камък (2001) и завършва с Хари Потър и Даровете на Смъртта – част 2 (2011). Поредицата от предистории започва с Фантастични животни и къде да ги намерим (2016), отбелязвайки началото на споделения медиен франчайз Магьоснически свят.
Филмовата поредица е продуцирана главно от Дейвид Хейман, а ролите на тримата главни герои – Хари Потър, Рон Уизли и Хърмаяни Грейнджър, се изпълняват съответно от Даниел Радклиф, Рупърт Гринт и Ема Уотсън. Четирима режисьори работят върху поредицата – Крис Кълъмбъс, Алфонсо Куарон, Майк Нюъл и Дейвид Йейтс. Майкъл Голденбърг пише сценария на Хари Потър и Орденът на феникса (2007), докато сценариите на останалите филми са написани от Стив Клоувс. Производството на филмите обхваща десетгодишен период, като основната сюжетна арка следва стремежа на Хари да победи своя върл враг Лорд Волдемор.
Хари Потър и Даровете на Смъртта, седмият и последен роман от поредицата, е адаптиран в две пълнометражни части. Премиерата на Част 1 е през ноември 2010 г., а на Част 2 – през юли 2011 г.
Философският камък и Даровете на смъртта – част 2 са сред 50-те най-печеливши филма за всички времена – съответно на 49-о и на 16-то място – като и двата са спечелили над 1 милиард долара. Това е четвъртата най-печеливша филмова поредица със 7,7 милиарда долара приходи в световен мащаб.

## Произход
В края на 1997 г. филмовият продуцент Дейвид Хейман получава в офиса си в Лондон копие от първата книга от това, което ще се превърне поредица от седем романа за Хари Потър, написани от Роулинг. Книгата Хари Потър и Философският камък е поставена на лавицата с нисък приоритет, където е открита от секретарката, която я прочита и я дава на Хейман с положителна рецензия. Следователно, Хейман, който първоначално не харесва „безсмисленото заглавие“, прочита книгата. Силно впечатлен от работата на Роулинг, той започва процеса, довел до един от най-успешните кинематографични франчайзи на всички времена.
Ентусиазмът на Хейман води до продажбата на Роулинг през 1999 г. на филмовите права за първите четири книги за Хари Потър на Уорнър Брос за сумата от 1 милион британски лири (2 милиона долара). Искането, направено от Роулинг, е основният актьорски състав да бъде строго британски, като въпреки това се позволява включването на много ирландски актьори, като Ричард Харис в ролята на Дъмбълдор, както и кастинг на френски и източноевропейски актьори в Хари Потър и Огненият бокал, където героите от книгата са посочени като такива. Роулинг се колебае да продаде правата, защото „не иска да даде контрол върху останалата част от историята“, като продаде правата на героите, което би позволило на Уорнър Брос да направи продължения, които не са написани от нея.
В началото се водят преговори със Стивън Спилбърг да режисира първия филм, но впоследствие се отказва. В своя уебсайт Дж. К. Роулинг твърди, че не е имала никаква роля в избора на режисьори на филмовите адаптации.
След като Спилбърг напуска, започват разговори с други режисьори – Крис Кълъмбъс, Джонатан Деми, Тери Гилиъм, Майк Нюъл, Алън Паркър, Волфганг Петерсен, Роб Райнър, Тим Робинс, Брад Силберлинг и Питър Уиър. Петерсен и Райнър се оттеглят от надпреварата през март 2000 г. Първият избор на Роулинг е Гилиъм. На 28 март 2000 г. Кълъмбъс е назначен за режисьор на филма, като Уорнър Брос се позовава на работата му върху други семейни филми като Сам вкъщи и Мисис Даутфайър.
Стив Клоувс е нает да напише сценария за първия филм. Той описва адаптирането на книгата като „трудно“, тъй като тя „не се поддава на адаптация така добре, както следващите две книги“. Клоувс си купува книгата и мигновено се превръща във фен на поредицата. Когато разговаря с Уорнър Брос, той заявява, че филмът трябва да е британски и верен на героите. Дейвид Хейман е потвърден за продуцент на филма. Роулинг получава голям творчески контрол върху адаптацията, споразумение, за което Кълъмбъс няма нищо против.

### Кастинг за ролите на Хари, Рон и Хърмаяни
През 2000 г., след седеммесечно търсене, Даниел Радклиф е открит от продуцента Дайвид Хейман и сценариста Стив Клоувс, седнал точно зад тях в театрална зала. По думите на самия Хейман, „зад мен седеше едно момче с тези големи сини очи. Беше Дан Радклиф. Спомням си първите си впечатления: той беше любопитен, забавен и толкова енергичен. Имаше и истинска щедрост и сладост. В същото време той беше наистина ненаситен и с глад за знания от какъвто и да е вид“.
През 1999 г. Радклиф участва в телевизионната продукция на Би Би Си Дейвид Копърфийлд, в която играе главния герой в младите му години. Хейман убеждава родителите на Радклиф да му позволят да се яви на прослушване за ролята на Хари Потър, което включва заснемането на Радклиф. Роулинг е ентусиазирана, след като вижда заснетия тест на Радклиф, като казва, че не смята, че има по-добър избор за ролята на Хари Потър.
Също през 2000 г. неизвестните тогава британски актьори Ема Уотсън и Рупърт Гринт са избрани измежду хиляди явили се на прослушване деца да изиграят съответно ролите на Хърмаяни Грейнджър и Рон Уизли. Единственият им предишен актьорски опит е в училищни пиеси. Гринт е на единадесет години, а Уотсън на десет по времето, когато са избрани.

## Продукция
Заснемането на поредицата започва в Лийвсдън Студиос, Хартфордшир, Англия, през септември 2000 г. и приключва през декември 2010 г., като постпродукцията на последния филм продължава до лятото на 2011 г. Лийвсдън Студиос е основното студио за заснемане на Хари Потър и е открито за публиката като студийно турне през 2012 г. (преименувано на Уорнър Брос Студиос, Лийвсдън).
| Година | Филм                                      | Режисьор       | Сценарист         | Продуцент(и)                                 | Композитор        | Роман от Дж. К. Роулинг                    |
| ------ | ----------------------------------------- | -------------- | ----------------- | -------------------------------------------- | ----------------- | ------------------------------------------ |
| 2001   | Хари Потър и Философският камък           | Крис Кълъмбъс  | Стив Клоувс       | Дейвид Хейман                                | Джон Уилямс       | Хари Потър и Философският камък (1997)     |
| 2002   | Хари Потър и Стаята на тайните            | Крис Кълъмбъс  | Стив Клоувс       | Дейвид Хейман                                | Джон Уилямс       | Хари Потър и Стаята на тайните (1998)      |
| 2004   | Хари Потър и Затворникът от Азкабан       | Алфонсо Куарон | Стив Клоувс       | Дейвид Хейман, Крис Кълъмбъс и Марк Радклиф  | Джон Уилямс       | Хари Потър и Затворникът от Азкабан (1999) |
| 2005   | Хари Потър и Огненият бокал               | Майк Нюъл      | Стив Клоувс       | Дейвид Хейман                                | Патрик Дойл       | Хари Потър и Огненият бокал (2000)         |
| 2007   | Хари Потър и Орденът на феникса           | Дейвид Йейтс   | Майкъл Голденбърг | Дейвид Хейман и Дейвид Барън                 | Никълъс Хупър     | Хари Потър и Орденът на феникса (2003)     |
| 2009   | Хари Потър и Нечистокръвния принц         | Дейвид Йейтс   | Стив Клоувс       | Дейвид Хейман и Дейвид Барън                 | Никълъс Хупър     | Хари Потър и Нечистокръвния принц (2005)   |
| 2010   | Хари Потър и Даровете на Смъртта – част 1 | Дейвид Йейтс   | Стив Клоувс       | Дейвид Хейман, Дейвид Барън и Дж. К. Роулинг | Александър Деспла | Хари Потър и Даровете на Смъртта (2007)    |
| 2011   | Хари Потър и Даровете на Смъртта – част 2 | Дейвид Йейтс   | Стив Клоувс       | Дейвид Хейман, Дейвид Барън и Дж. К. Роулинг | Александър Деспла | Хари Потър и Даровете на Смъртта (2007)    |

Дейвид Хейман продуцира всички филми от поредицата с продуцентската си компания Хейдей Филмс, докато Дейвид Барън се присъединява към поредицата като изпълнителен продуцент на Стаята на тайните и Огненият бокал. По-късно Барън е назначен за продуцент на последните четири филма. Крис Кълъмбъс е и изпълнителен продуцент на първите два филма заедно с Марк Радклиф и Майкъл Барнатан, но той става продуцент на третия филм заедно с Хейман и Радклиф. Други изпълнителни продуценти са Таня Сегачиан и Лайънъл Уиграм. Дж. К. Роулинг, авторът на поредицата, е помолена да стане продуцент на Огненият бокал, но отказа. Впоследствие приема за двете части на Даровете на Смъртта.
Хейдей Филмс и компанията на Кълъмбъс 1492 Пикчърс си сътрудничат с Дънкан Хендерсън Прадакшънс през 2001 г., Миракъл Прадакшънс през 2002 г. и Пи ъф Ей Прадакшънс през 2004 г. Въпреки че Затворникът от Азкабан е последният филм, продуциран от 1492 Пикчърс, Хейдей Филмс продължава с франчайза и си сътрудничи с Паталекс IV Прадакшънс през 2005 г. Шестият филм от поредицата, Нечистокръвния принц, е най-скъпият филм, продуциран през 2009 г.
Уорнър Брос адаптира последния роман, Даровете на Смъртта, на две части, които са заснети от началото на 2009 г. до лятото на 2010 г., като на 21 декември 2010 г. приключва презаснемането, с което се бележи краят на снимките по филмовата поредица Хари Потър. Хейман заявява, че Даровете на Смъртта е „заснет като един филм“, но издаден в две пълнометражни части.
Тим Бърк, ръководител на визуалните ефекти на поредицата, споделя за производството на Хари Потър: „Това беше огромно семейство; мисля, че имаше над 700 души, работещи в Лийвсдън, индустрия сама по себе си“. Дейвид Хейман казва: „Когато първият филм беше пуснат, нямаше начин да си помисля, че ще направим осем филма. Това не изглеждаше осъществимо, докато не направихме четвъртия“. Ниша Парти, продуцентският консултант на първия филм, казва, че Хейман „направи първия филм до голяма степен по начина, по който смяташе, че Уорнър Брос искаше да го направи“. След успеха на филма Хейман получава „повече свобода“.

### Режисьори
След като Крис Кълъмбъс приключва работата си по Хари Потър и Философският камък, е нает да режисира втория филм от поредицата, Хари Потър и Стаята на тайните. Продукцията започва седмица след премиерата на първия филм. Кълъмбъс трябва да режисира всички филми от поредицата, но не иска да се върне за третия филм, Хари Потър и Затворникът от Азкабан, твърдейки, че е „прегрял“. Кълъмбъс заема позицията на продуцент, докато Алфонсо Куарон е предложен за тази на режисьор. Първоначално той е нервен относно режисирането на частта, тъй като не е чел нито една от книгите или гледал филмите. След като прочита поредицата, той променя решението си и се съгласява да режисира, тъй като веднага се свърза с историята.
Тъй като Куарон решава да не режисира четвъртия филм, Хари Потър и Огненият бокал, студиото отново е в търсене на нов режисьор. Майк Нюъл е избран за тази позиция, но отказва да режисира следващата част, Хари Потър и Орденът на феникса, който е поверен на Дейвид Йейтс, който също режисира Хари Потър и Нечистокръвния принц и Хари Потър и Даровете на Смъртта, като става единственият режисьор, заснел повече от един филм след Крис Кълъмбъс.
Крис Кълъмбъс казва, че виждането му за първите два филма е за „златна книга с приказки“, докато Алфонсо Куарон променя визуалния тон на поредицата и разширява пейзажа около „Хогуортс“. Майк Нюъл решава да режисира четвъртия филм като „параноичен трилър“, докато Дейвид Йейтс иска да „внесе усещане за опасност и характер на света“. Куарон, Нюъл и Йейтс споделят, че тяхното предизвикателство е да намерят баланс между създаването на филмите според индивидуалната си визия, докато работят в един кинематографичен свят, вече създаден от Кълъмбъс.
Дейвид Хейман коментира „щедростта на режисьорите“, като разкрива, че „Крис прекара време с Алфонсо, Алфонсо прекара време с Майк, а Майк прекара време с Дейвид, показвайки предишната част от поредицата и казвайки какво означава да си режисьор и как се развива [правенето на филмите]“.

### Сценаристи
Стив Клоувс пише сценариите за всички, освен за петия филм, който е написан от Майкъл Голденбърг. Клоувс получава съдействие от Дж. К. Роулинг, въпреки че тя му позволява това, което той описва като „огромна свобода на действие“. Роулинг моли Клоувс да остане верен на духа на книгите; по този начин сюжетът и тонът на всеки филм и съответната му книга са почти еднакви, макар и с някои промени и пропуски за целите на кинематографичния стил, времето и бюджетните ограничения. Майкъл Голденбърг също получава съдействие от Роулинг по време на неговата адаптация на петия роман. Първоначално се смята, че Голденбърг ще адаптира първия роман, преди студиото да избере Клоувс.
В интервю от 2010 г. Дейвид Хейман обяснява накратко прехода от книга към филм. Той коментира участието на Роулинг във филмовите адаптации, заявявайки, че тя разбира, че „книгите и филмите са различни“ и е „най-добрата подкрепа“, която един продуцент може да има. Роулинг дава цялостно одобрение на сценариите, които са прегледани и обсъдени от режисьора и продуцентите. Хейман казва още, че Клоувс е „ключовият глас“ в процеса на адаптиране на романите и че някои аспекти от книгите е трябвало да бъдат изключени от сценария поради решението на създателите на филма да запазят основния фокус върху пътуването на Хари като герой, което в крайна сметка ще даде на филмите определена структура. Хейман споменава, че някои фенове „не разбират непременно процеса на адаптация“ и че създателите на филма са се радвали „да имат всичко“ от книгите във филмите, но отбеляза, че това не е възможно, тъй като те нямат „нито време, нито кинематографична структура“ да го направят. Той завършва, като допълва, че адаптирането на роман към екрана е „наистина обмислен процес“.
Тъй като филмите са създавани, докато романите биват публикувани, създателите на филма нямат представа за резултата от историята до издаването на последния роман през 2007 г. Клоувс говори за връзката си с Роулинг, когато адаптира романите, като каза: „Относно Джо, която е забележителен човек, без опит в процеса на създаване на филми, важа бе интуицията ѝ. Имахме разговор още първия ден, когато я срещнах, където тя каза: „Знам, че филмите не могат да копират книгите... защото знам какво предстои и е невъзможно да драматизирам напълно на екрана това, което ще напиша. Но просто те моля да бъдеш верен на героите; това е всичко, което ме интересува“. Клоувс също казва: „Не знам какво ме накара да кажа това [на Роулинг], но казах: „Просто трябва да те предупредя, че любимият ми герой не е Хари. Любимият ми герой е Хърмаяни. И мисля, че по някаква странна причина, от този момент нататък, тя някак ми се довери“.

### Актьори и екип
Освен тримата актьори, изпълняващи главните роли, други членове в актьорския състав са Роби Колтрейн като Рубиъс Хагрид, Том Фелтън като Драко Малфой, Алън Рикман като Сивиръс Снейп, Дейм Маги Смит като Минерва Макгонагъл. Ричард Харис, който изиграва ролята на Албус Дъмбълдор, умира на 25 октомври 2002 г., поради което ролята е поверена от третия до последния филм на Майкъл Гамбън, който е избор на продуцента Дейвид Хеймън и режисьора Алфонсо Куарон. Сред забележителните актьори, чиито роли се повтарят, са Хелена Бонам Картър в ролята на Белатрикс Лестранж, Уоруик Дейвис в ролята на Филиус Флитуик, Ралф Файнс в ролята на Лорд Волдемор, Брендан Глийсън като Аластор Мууди, Ричард Грифитс като Върнън Дърсли, Джейсън Айзъкс като Луциус Малфой, Гари Олдман като Сириус Блек, Фиона Шоу като Петуния Дърсли, Тимъти Спол като Питър Петигрю, Дейвид Тюлис като Ремус Лупин, Ема Томпсън като Сибила Трелони, Марк Уилямс като Артър Уизли и Джули Уолтърс като Моли Уизли.
Тим Бърк, ръководителят на визуалните ефекти, колористът Питър Дойл, Ник Дъдман, отговарящ за грима и за дизайна на съществата, дубльорът Дейвид Холмс, гримьорката Аманда Найт, сценографката Стефани Макмилън, кординаторът на каскадите Грег Пауъл, дизайнерът на костюми Джейни Темайм и кастинг режисьорът Фиона Уиър са сред членовете на продуцентския екип, взели участие във всички филми от поредицата.

### Сценография
Дизайнерът на продукцията е Сюарт Крейг, подпомогнат от Стефани Макмилън. Крейг създава всички декори, включително Министерство на магията, Стаята на тайните, имението на Малфой и оформлението на пещерата на хоркруксите чрез CGI технология. Тъй като романите са публикувани, докато се създават филмите, Крейг трябва да възстанови някои декори за бъдещите филми и да промени дизайна на „Хогуортс“.
Той казва: „В началото, всеки път, когато виждахте екстериора на „Хогуортс“, това беше физическа миниатюра“, направена от занаятчии. „Накрая получихме профил на това как изглежда Хогуортс, силует, който всъщност не съм проектирал аз, и не винаги беше задоволителен, и тъй като някои от романите бяха написани и част от филмите – направени, имаше нови изисквания [за сгради]. [Астрономическата кула] определено не беше там първоначално и затова успяхме да добавим това значително парче. А в последния филм ни трябваше арена за битката за „Хогуортс“ – големият двор отвън се удвои по размер и ако погледнете първия филм, него изобщо го няма. В последния филм Крейг използва цифров модел вместо миниатюрен, за да „прегърне най-новите технологии“.
Относно метода на създаване на декорите Крейг споделя, че често е започвал със скициране на идеи върху празен лист хартия. Стефани Макмилън допълва, че „пред всеки филм винаги има много нови предизвикателства“, цитирайки промените във визуалния стил между режисьори и оператори като пример, заедно с развиващата се история в романите. Поради описанията на Дж. К. Роулинг на различни обстановки в романите, Крейг отбеляза, че неговата „отговорност е да ги събере в едно цяло“.

### Оператори
Шестима оператори работят по филмовите адаптации: Джон Сийл върху първия филм, Роджър Прат върху втория и четвъртия, Майкъл Серезин върху третия, Славомир Идзяк върху петия, Бруно Делбонел върху шестия и Едуардо Сера върху седмия и осмия филм. Операторската работа на Делбонел по Нечистокръвния принц носи на филмовата поредица единствената номинация за Оскар за най-добра операторска работа.

### Монтаж
Наред с непрекъснатите промени при операторите, петима монтажисти работят в постпродукцията на поредицата: Ричард Франсис-Брус монтира първия филм, Питър Хонес – втория, Стивън Уайсбърг – третия, Майк Одсли монтира четвъртия филм и Марк Дей от петия до осмия филм.

### Музика
Четирима композитори работят по музикалните партитури във филмовите адаптации. Джон Уилямс създава музиката към първите три филма – Философският камък, Стаята на тайните и Затворникът от Азкабан. Поради натоварения си график през 2002 г. Уилямс поканва Уилям Рос да адаптира и дирижира музиката за Стаята на тайните. Уилямс създава и емблематичната партитура "Hedwig's Theme", лайтмотивът на поредицата, която се среща във всички филми.
След като Уилямс напуска поредицата, за да работи по други проекти, Патрик Дойл създава музиката в четвъртия филм, Огненият бокал. През 2006 г. Никълъс Хупър започва работа по музиката към Орденът на феникса. Той композира и саундтрака към Нечистокръвния принц, но решава да не се връща за финалните филми.
Музиката към последните два филма е композирана от Александър Деспла.
Дойл, Хупър и Деспла въвеждат свои музикални теми към съответните саундтраци, като запазват някои от темите на Уилямс.

### Финално заснемане
На 12 юни 2010 г. снимките на Даровете на смъртта – част 1 и част 2 са завършени с актьора Уоруик Дейвис, който пише в своя Туитър акаунт: „Краят на една ера – днес официално е последният ден от основните снимки на „Хари Потър“. Чувствам се поласкан да бъда тук, докато режисьорът казва „край“. Сбогом на Хари и на „Хогуортс“, беше истинска магия!“. Потвърдено е обаче, че през зимата на 2010 г. се прави повторно заснемане на сцената с епилога. Снимките приключват на 21 декември 2010 г., отбелязвайки официалното приключване на снимките на филмовия франчайз „Хари Потър“. Точно четири години по-рано на този ден, авторката Джоан Роулинг чрез официалния си уебсайт разкрива заглавието на последния роман от поредицата – Хари Потър и Даровете на Смъртта.

## Филми
Внимание:  Текстът по-долу разкрива сюжета на произведението (или части от него)!
Хари Потър и Философският камък (2001) (оригинално заглавие: Harry Potter and the Philosopher's Stone, познато в САЩ и Индия, като Harry Potter and the Sorcerer's Stone)
Хари Потър е осиротяло момче, отгледано от леля си и вуйчо си. На 11 години, полу-великанът Рубиъс Хагрид го информира, че всъщност е магьосник, а родителите му са били убити от злия магьосник Лорд Волдемор. Същата нощ Волдемор се е опитал да убие и малкия Хари, но проклятието му се върнало към него и го превърнало в слаба и безпомощна форма. В резултат на това Хари става изключително известен в магьосническия свят. Хари започва първата си година в училището за магия и вълшебство „Хогуортс“ и се учи за магията. През годината, Хари и неговите приятели Рон Уизли и Хърмаяни Грейнджър са се заплели в тайната на философския камък, който се съхранява в рамките на училището.
Хари Потър и Стаята на тайните (2002) (оригинално заглавие: Harry Potter and the Chamber of Secrets)
Хари, Рон и Хърмаяни се завръщат за втората си година в училището за магия и вълшебство „Хогуортс“, която се оказва по-трудна от предната. Стаята на тайните е отворена, а последствието от това е вкаменени ученици и призраци от освободеното чудовище. Хари трябва да се изправи срещу твърденията, че е наследник на Салазар Слидерин (основател на дом Слидерин), научавайки, че говори змийски език, като Слидерин. Хари открива мистериозен дневник, който го вкарва в капана на Стаята на тайните.
Хари Потър и Затворникът от Азкабан (2004) (оригинално заглавие: Harry Potter and the Prisoner of Azkaban)
Третата година на момчето магьосник Хари Потър и приятелите му в „Хогуортс“, отново е изпълнена с приключения. Професор Ремус Лупин е новият преподавател по Защита срещу Черните изкуства, а убиецът Сириус Блек бяга от затвора Азкабан. Министерството на Магията праща диментори в „Хогуортс“, изпитание срещу което Хари трябва да се изправи. Хари научава повече за миналото си, откогато и да е било, а самият Сириус Блек изиграва важна роля в живота на Хари.
Хари Потър и Огненият бокал (2005) (оригинално заглавие: Harry Potter and the Goblet of Fire)
През четвъртата година на Хари, Тъмна маска се появява в небето, след една атака на смъртожадните след края на първенството за Световната купа по куидич. „Хогуортс“ става домакин на легендарно събитие – Тримагическия турнир. Тази година новият преподавател по Защита срещу Черните изкуства е аврорът – професор Аластор „Лудоокия“ Муди. Чести кошмари притесняват Хари през цялата година. Три европейски училища вземат участие в Турнира, всяко от които е представяно от един свой ученик. Огненият бокал избира представител за френската академия „Бобатон“ – Фльор Делакор, за българското училище „Дурмщранг“ – Виктор Крум и за „Хогуортс“ – Седрик Дигъри. Странно защо Бокалът изхвърля и името на Хари, като четвърти състезател, което го среща с преродения Волдемор.
Хари Потър и Орденът на феникса (2007) (оригинално заглавие: Harry Potter and the Order of the Phoenix)
Петата година на Хари започва, като е нападнат от диментори в Литъл Уингинг. Хари разбира, че Министерството на Магията категорично отрича за завръщането на Лорд Волдемор. Кошмарите на Хари продължават. Новият преподавател по Защита срещу Черните изкуства е заместник-министърът на Магията професор Долорес Ъмбридж. Тази тиранична жена строго наказва всеки ученик, дръзнал да спомене, че Волдемор се е завърнал. Хари открива пророчеството, в което се споменава за него и Волдемор – „докато единият е жив, другият не може да оцелее“.
Хари Потър и Нечистокръвния принц (2009) (оригинално заглавие: Harry Potter and the Half-Blood Prince)
В шестата година на Хари в „Хогуортс“, Лорд Волдемор и смъртожадните увеличават нападенията срещу магьосници и мъгъли. Директорът Албус Дъмбълдор убеждава стария си приятел Хорас Слъгхорн да се върне в „Хогуортс“ като професор по Отвари, а професор Снейп най-сетне получава поста на преподавател по Защита срещу Черните изкуства. В един час по отвари Хари намира учебник, на който намира надпис, че е собственост на Нечистокръвния Принц. Романтика и хормони се крият в рамките на стените на замъка през цялата година, Драко Малфой се бори да извърши акт, нареден му от Волдемор. Междувременно Дъмбълдор и Хари тайно работят заедно, за да открият метод на това как да унищожат Тъмния Лорд веднъж и завинаги.
Хари Потър и Даровете на Смъртта – част 1 (2010) (оригинално заглавие: Harry Potter and the Deathly Hallows – Part 1)
След неочакваните събития в края на предходната година, Хари, Рон и Хърмаяни са натоварени със задача да намерят и унищожат тайната на Лорд Волдемор към безсмъртието – хоркруксите. Сега трябва да им е последната година в „Хогуортс“, но не могат да се върнат, защото Министерството на Магията се е разпаднало и на власт са Волдемор и смъртожадните. Триото преминава през дълго приключение с много препятствия по пътя си, като смъртожадните, но също и да разберат тайната за Даровете на Смъртта. Връзката между ума на Хари с този на Волдемор става все по-силна.
Хари Потър и Даровете на Смъртта – част 2 (2011) (оригинално заглавие: Harry Potter and the Deathly Hallows – Part 2)
След като унищожават един хоркрукс и откриват значението на Даровете на Смъртта – Хари, Рон и Хърмаяни продължават да търсят другите хоркрукси, за да унищожат Волдемор. Той обаче вече притежава Старшата пръчка (един от Даровете). Когато се завръщат в „Хогуортс“ смъртожадните нападат замъка, а триото прави последен отпор в атаката, насочена от тъмните сили.

## Освобождаване
Правата за първите четири романа от поредицата са продадени на Уорнър Брос от Джоан Роулинг за 1 милион британски лири. След издаването на четвъртата книга през юли 2000 г., първият филм, Хари Потър и Философският камък, е пуснат в кината на 16 ноември 2001 г. В първия си уикенд филмът печели 90 милиона долара само от касите в Съединените щати, като поставя рекорд за начален старт в световен мащаб. Следващите три филмови адаптации последват примера с финансовия успех, като същевременно събират положителни отзиви от публиката и критиците. Петият филм, Хари Потър и Орденът на феникса, е издаден на 11 юли 2007 г. Премиерата на шестия филм, Хари Потър и
Нечистокръвния принц, е на 15 юли 2009 г., като достига второ място по приходи от световния боксофис.
Последният роман от поредицата, Хари Потър и Даровете на Смъртта, е разделен в две игрални адаптации, като премиерата на Част 1 е на 19 ноември 2010 г., а на Част 2 – на 15 юли 2011 г.
В чест на 20-годишнината от премиерата на Хари Потър и Философският камък на 1 януари 2022 г. е излъчен по Ейч Би О Макс документалният филм Хари Потър 20-годишнината - Завръщане в Хогуортс, в който вземат участие голяма част от актьорите и екипа на продукцията.

## Прием
Философският камък е най-печелившият филм от поредицата до излизането на последната част Даровете на Смъртта – част 2, докато Затворникът от Азкабан е филмът, спечелил най-малко в световния боксофис. Освен че има финансов успех, поредицата получава положителни отзиви от филмовите критици. Мнението за филмите сред феновете са двуполюсни, тъй като едната група предпочита по-верния подход, представен в първите два филма, а другата група предпочита по-стилизирания, ориентиран към героите в по-късните филми. Дж. К. Роулинг последователно подкрепя всички филми, като споделя, че любимият ѝ е Даровете на Смъртта.

### Критичен отговор
Публиката отбелязва, че всеки следващ филм от поредицата става визуално по-тъмен и по-зрял.
Някои също смятат, че сериалът има „разединено“ усещане поради промените в режисьорите, както и изобразяването на Албус Дъмбълдор от Майкъл Гамбън, което се различава от това на Ричард Харис. Роулинг пише в уебсайта си за промените в прехода от книга към филм: „Просто е невъзможно да се включи всяка един от моите сюжетни линии във филм, който трябва да продължи под четири часа. Очевидно филмите имат ограничения, а романите – не; има ограничения във времето и бюджета; мога да създам ослепителни ефекти, разчитайки само на взаимодействието на моето собствено въображение и въображението на моите читатели“.
| Филм                         | Rotten Tomatoes                          | Metacritic     | CinemaScore |
| ---------------------------- | ---------------------------------------- | -------------- | ----------- |
| Философският камък           | 81% (7.06/10 средна оценка) (196 отзива) | 64 (36 мнения) | A           |
| Стаята на тайните            | 83% (7.21/10 средна оценка) (236 отзива) | 63 (35 мнения) | A+          |
| Затворникът от Азкабан       | 90% (7.85/10 средна оценка) (258 отзива) | 82 (40 мнения) | A           |
| Огненият бокал               | 88% (7.45/10 средна оценка) (254 отзива) | 81 (38 мнения) | A           |
| Орденът на феникса           | 78% (6.9/10 средна оценка) (255 отзива)  | 71 (37 мнения) | A−          |
| Нечистокръвния принц         | 83% (7.12/10 средна оценка) (276 отзива) | 78 (36 мнения) | A−          |
| Даровете на Смъртта – част 1 | 77% (7.09/10 средна оценка) (283 отзива) | 65 (42 мнения) | A           |
| Даровете на Смъртта – част 2 | 96% (8.34/10 средна оценка) (329 отзива) | 85 (41 мнения) | A           |

### Отличия
На 64-тите филмови награди на Британската академия през февруари 2011 г. Дж. К. Роулинг, Дейвид Хеймън, Дейвид Барън, Дейвид Йейтс, Алфонсо Куарон, Майк Нюъл, Рупърт Гринт и Ема Уотсън получават наградата за изключителен британски принос към киното за поредицата.
Американският филмов институт връчва през 2011 г. специална награда за поредицата.
Шест от осемте филма получават номинации в различни категории на наградите Оскар.

### Боксофис
Към 2022 г. филмовата поредица „Хари Потър“ е четвъртият най-печеливш филмов франчайз за всички времена, като осемте филма печелят общо над 7,7 милиарда долара в световен мащаб. Без коригиране спрямо инфлацията, сумата е по-висока от първите 22 филма за Джеймс Бонд и шестте филма в оригиналната трилогия и предисторията на Междузвездни войни. Философският камък, режисиран от Крис Кълъмбъс, е най-печелившият филм в световен мащаб от поредицата до излизането на Даровете на Смъртта – част 2, режисиран от Дейвид Йейтс, който го изпреварва по приходи, а филмът, спечелил най-малко от световния боксофис, е Затворникът от Азкабан, режисиран от Алфонсо Куарон.
| Филм                         | Премиера        | Боксофис             | Боксофис                               | Боксофис        | Боксофис         | Бюджет                               | Изт.                                          |
| Филм                         | Премиера        | Обединеното кралство | САЩ & Канада (прибл. продадени билета) | Други територии | В световен мащаб | Бюджет                               | Изт.                                          |
| ---------------------------- | --------------- | -------------------- | -------------------------------------- | --------------- | ---------------- | ------------------------------------ | --------------------------------------------- |
| Философският камък           | 16 ноември 2001 | £66,096,060          | $318,886,962 (55,976,200)              | $703,403,056    | $1,022,290,019   | $125 милиона                         | [ 87 ] [ 88 ] [ 89 ] [ 90 ] [ 91 ]            |
| Стаята на тайните            | 14 ноември 2002 | £54,780,731          | $262,450,136 (44,978,900)              | $617,152,229    | $879,602,366     | $100 милиона                         | [ 89 ] [ 90 ] [ 92 ] [ 93 ]                   |
| Затворникът от Азкабан       | 31 май 2004     | £45,615,949          | $249,975,996 (40,183,700)              | $547,385,621    | $797,361,618     | $130 милиона                         | [ 89 ] [ 90 ] [ 94 ]                          |
| Огненият бокал               | 18 ноември 2005 | £48,328,854          | $290,417,905 (45,188,100)              | $606,260,335    | $896,678,241     | $150 милиона                         | [ 89 ] [ 90 ] [ 95 ] [ 96 ]                   |
| Орденът на феникса           | 11 юли 2007     | £49,136,969          | $292,353,413 (42,442,500)              | $649,818,982    | $942,172,396     | $150 милиона                         | [ 89 ] [ 90 ] [ 97 ] [ 98 ] [ 99 ]            |
| Нечистокръвния принц         | 15 юли 2009     | £50,713,404          | $302,305,431 (40,261,200)              | $632,148,664    | $934,454,096     | $250 милиона                         | [ 89 ] [ 90 ] [ 100 ] [ 101 ]                 |
| Даровете на Смъртта – част 1 | 19 ноември 2010 | £52,364,075          | $296,347,721 (37,503,700)              | $680,695,761    | $977,043,483     | По-малко от $250 милиона (официално) | [ 102 ] [ 89 ] [ 90 ] [ 103 ] [ 104 ] [ 105 ] |
| Даровете на Смъртта – част 2 | 15 юли 2011     | £73,094,187          | $381,409,310 (48,046,800)              | $960,912,354    | $1,342,321,665   | По-малко от $250 милиона (официално) | [ 90 ] [ 105 ] [ 106 ]                        |
| Общо                         | Общо            | £440 269 736         | $2,393,347,532                         | $5,383,254,496  | $7,776,602,036   | $1.155 милиарда                      | [ 107 ]                                       |